# Fredensborg (gemeente)
Fredensborg is een gemeente in de Deense regio Hoofdstad (Hovedstaden) en telt 40.504 inwoners (2017).
Bij de herindeling van 2007 wordt de gemeente opgericht door de samenvoeging van Fredensborg-Humlebæk en Karlebo.

## Plaatsen in de gemeente
- Fredensborg
- Humlebæk
- Karlebo
- Kokkedal
- Nivå
- Niverød
- Sørup

Albertslund · Allerød · Ballerup · Bornholm · Brøndby · Dragør · Egedal · Fredensborg · Frederiksberg · Frederikssund · Furesø · Gentofte · Gladsaxe · Glostrup · Gribskov · Halsnæs · Helsingør · Herlev · Hillerød · Høje-Taastrup · Hørsholm · Hvidovre · Ishøj · København · Lyngby-Taarbæk · Rødovre · Rudersdal · Tårnby · Vallensbæk
- Gemeinsame Normdatei: 5220651-8
- International Standard Name Identifier: 0000 0004 0378 9414
- MusicBrainz: c20e6ef3-af60-4f04-8f14-9d5e35f5909b